# 博尔肯县
博尔肯县（德語：Kreis Borken）是德国北莱茵-威斯特法伦州西北部的一个县，隶属于明斯特行政区，首府博尔肯。

## 市鎮
- 阿豪斯
- 博霍爾特
- 博尔肯
- 蓋舍
- 格羅瑙
- 伊瑟爾堡
- 雷德
- 施塔特洛恩
- 費倫
- 弗雷登
- 黑克
- 海登
- 萊格登
- 拉斯費爾德
- 雷肯
- 舍平根
- 南洛恩